# L’Estaca
«L’Estaca» (с кат. — «Столб») — известная каталанская песня авторства Льюиса Льяка.

## История создания

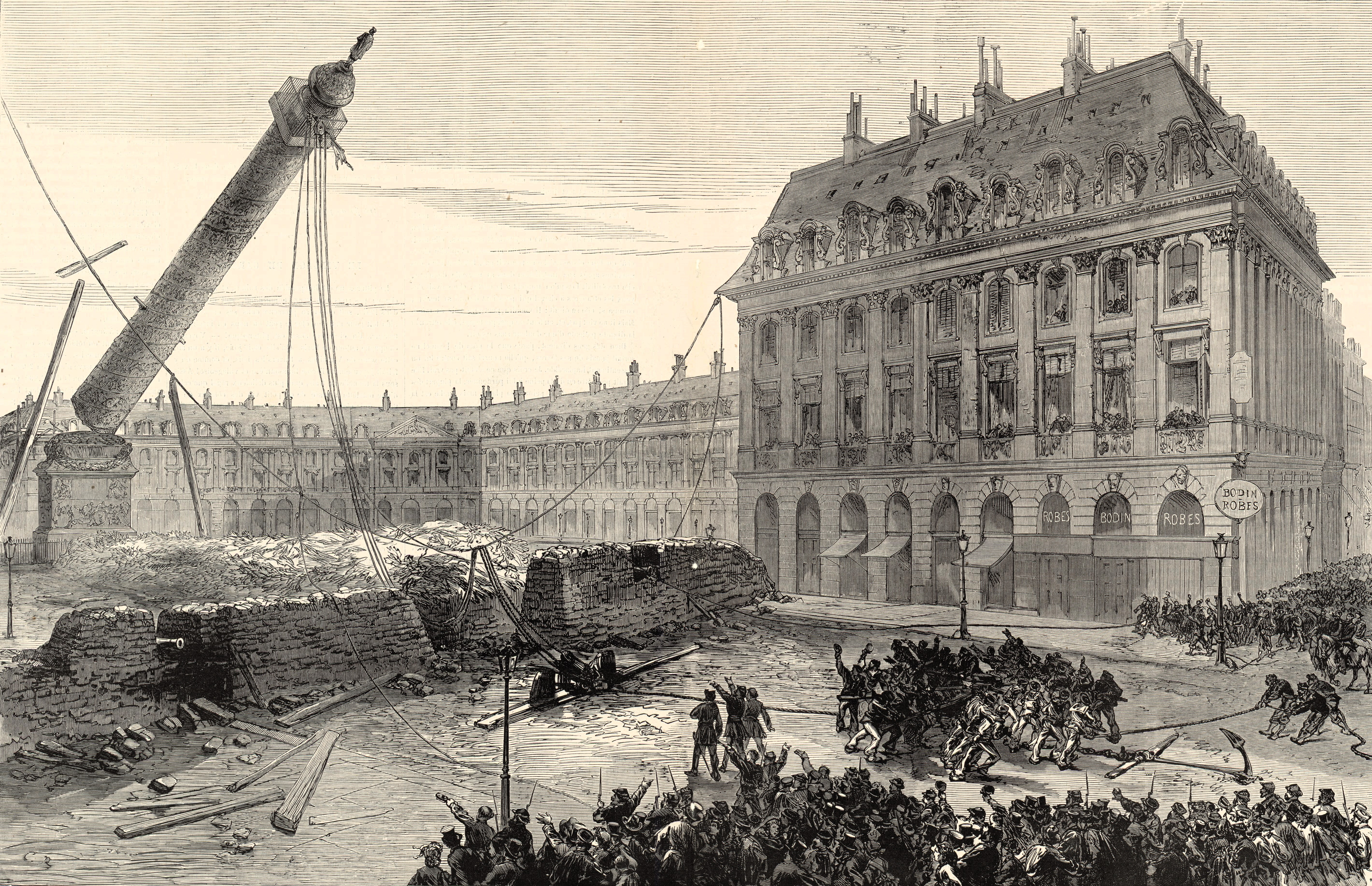
Опрокидывание Вандомской колонны

Песня была написана в 1968 году. На её создание певца вдохновили беседы старого парикмахера-вольнодумца Нарсиса Льянсы, ставшего прототипом деда Сизифа. Слово «столб» в каталанском созвучно слову «государство» (estat) и в песне является аллегорией на франкизм и диктатуру вообще.

## Текст
Лирический герой ведёт беседу с дедом Сизифом (с кат. — «Сизет»). Тот считает, что люди «привязаны к столбу» и не смогут передвигаться, пока совместными действиями не повалят его. Его собеседник жалуется, что столб слишком тяжёл, но в последнем куплете выражает готовность передать слова Сизифа новым поколениям.

## Влияние
Песня была переведена на ряд языков. Оригинальный вариант Льяка исполнялся на каталанском (Zebda и др.), французском (М. Ожере, М. Робин), окситанском (Lou Dalfin, A Fil de Ciel), баскском (Г. Кнёрр, Betagarri), корсиканском (I Chjami Aghjalesi) языках. Известна арабская версия, звучавшая во время революции в Тунисе.

### Гимн "Солидарности"
В 1978 г. Яцеком Качмарским под влиянием Льяка был написан будущий гимн движения «Солидарность» Mury (с пол. — «Стены»), впоследствии получивший отдельную популярность.

### Белорусский и русский варианты
Белорусскую версию песни «Муры» исполняют Дмитрий Войтюшкевич и Андрей Хаданович. В 2012 г. Кирилл Медведев написал русскоязычную версию песни под названием «Стены», исполняемую группой «Аркадий Коц».
Белорусский перевод «Муры» был сделан поэтом Андреем Хадановичем. Впервые он был спет 19 декабря 2010 года на «Площади» протестующими во главе с автором белорусской версии.

В последнее время песня приобрела огромную популярность в Белоруссии в ходе избирательной кампании президентских выборов 2020, и стала гимном объединенных штабов Виктора Бабарико и Валерия Цепкало в поддержку кандидата в президенты Светланы Тихановской. 25 мая 2020 года известный блогер и создатель канала YouTube «Страна для жизни» Сергей Тихановский рассказал, что в минской студии гитариста Alexander Kiss, который сделал оригинальную аранжировку песни, записал в своем исполнении припев «Стены Рухнут» и белорусский вариант «Муры». На своём стриме Сергей Тихановский призвал людей выучить её слова и спеть вместе на белорусских площадях во время пикетов, акций солидарности и политических митингов. Песня не была закончена с Тихановским в связи с его задержанием в ходе провокации на пикете в Гродно и последующим помещением в СИЗО. Поэтому полностью песню позже записал певец Сергей Kosmas. В белорусской версии песни Alexander Kiss вместе с Сергеем Kosmas адаптировали текст к текущей ситуации в Белоруссии и предложили новые слова в третьем и четвертом куплетах:
«Па усёй Беларусі падняўся народ
Свабоду сваю адстаяць.
Адзiнаю мэтай узняўся наш дух
Цемру святлом разганяць.
Браты-афіцэры, мы — адзіны народ.
Мы разам жывем на зямлі.
Зрабіце ж сумленны выбар свой,
Ня хочам мы гэтай вайны!

Прачніцесь, сябры, мы да праўды ідзем,
Імкнемся да шчасця свайго.
І мара народа ў Краіне Жыцця —
Проста, каб добра было.
Моцны грукат нястомленых рук,
Рады ідуць і ідуць.
Мы — беларусы, мы з мірам ідзем

У светлы і сонечны пуць!»